# Grand Prix Pino Cerami 2014
Il Grand Prix Pino Cerami 2014, quarantottesima edizione della corsa e valida come evento dell'UCI Europe Tour 2014 categoria 1.1, si svolse il 12 aprile 2014 su un percorso totale di circa 200 km. La vittoria fu appannaggio dell'italiano Alessandro Petacchi che portò a termine la gara in 4h42'44", alla media di 42,44 km/h.
All'arrivo giunsero 161 dei 165 ciclisti partiti da Saint-Ghislain.

## Squadre e corridori partecipanti
| N.      | Cod. | Squadra                        |
| ------- | ---- | ------------------------------ |
| 1-8     | LTB  | Lotto-Belisol Team             |
| 11-18   | OPQ  | Omega Pharma-Quickstep         |
| 21-28   | TSV  | Topsport Vlaanderen-Baloise    |
| 31-38   | WGG  | Wanty-Groupe Gobert            |
| 41-48   | AND  | Androni Giocattoli-Venezuela   |
| 51-58   | BAR  | Bardiani-CSF                   |
| 61-68   | YEL  | Neri Sottoli-Yellow Fluo       |
| 71-78   | MTN  | MTN-Qhubeka                    |
| 81-88   | RVL  | RusVelo                        |
| 91-98   | CCB  | Colorcode-Biowanze             |
| 101-108 | PCW  | T.Palm-Pôle Continental Wallon |

| N.      | Cod. | Squadra                       |
| ------- | ---- | ----------------------------- |
| 111-118 | VGS  | Vastgoedservice-Golden Palace |
| 121-128 | VER  | Veranclassic-Doltcini         |
| 131-138 | WIL  | Vérandas Willems              |
| 141-148 | WBC  | Wallonie-Bruxelles            |
| 151-158 | BIG  | BigMat-Auber 93               |
| 161-168 | RLM  | Roubaix-Lille Metropole       |
| 171-178 | AZT  | Area Zero Pro Team            |
| 181-188 | CCD  | Team Differdange-Losch        |
| 191-198 | RDT  | Rabobank Development Team     |
| 201-208 | SKT  | An Post-Chainreaction         |
| 211-218 | MMM  | Team 3M                       |

## Ordine d'arrivo (Top 10)
| Pos. | Corridore           | Squadra      | Tempo    |
| ---- | ------------------- | ------------ | -------- |
| 1    | Alessandro Petacchi | Omega Pharma | 4h42'44" |
| 2    | Jonas Vangenechten  | Lotto        | s.t.     |
| 3    | Daniele Colli       | Neri Sottoli | s.t.     |
| 4    | Tom Van Asbroeck    | Topsport     | s.t.     |
| 5    | Sonny Colbrelli     | Bardiani-CSF | s.t.     |
| 6    | Antoine Demoitié    | Wallonie     | s.t.     |
| 7    | Danilo Napolitano   | Wanty-Gobert | s.t.     |
| 8    | Joeri Stallaert     | Veranclassic | s.t.     |
| 9    | Rudy Barbier        | Roubaix      | s.t.     |
| 10   | Kristian Sbaragli   | MTN-Qhubeka  | s.t.     |